# مجموعه ورزشی صور
مجموعه ورزشی صور ورزشگاهی چندمنظوره در صور، عمان می‌باشد. امروزه از آن بیشتر برای برپایی مسابقه‌های فوتبال و به عنوان ورزشگاه خانگی باشگاه ورزشی صور استفاده می‌شود. این ورزشگاه گنجایش ۸۰۰۰ نفر تماشاچی را دارد و در سال ۱۹۹۶ افتتاح شد.